# Beata Iwanek-Rozwód
Beata Iwanek-Rozwód (ur. 19 lutego 1964 w Ustroniu Morskim) – polska łuczniczka, olimpijka z Seulu.
W 1982 ukończyła Liceum Ogólnokształcące w Kołobrzegu.
W latach 1979–1991 należała do klubu sportowego Kotwica Kołobrzeg. Jej trenerami byli: Ryszard Ligarzewski i Stanisław Stuligłowa.

## Życie prywatne
Jest córką Jana i Zofii (z d. Susuł). W 1986 wyszła za mąż za Dariusza Rozwoda. Posiadają dwie córki: Agnieszkę (ur. 1987), Monikę (ur. 1991).
Mieszka w Ustroniu Morskim, gdzie prowadzi działalność gospodarczą. Pracuje również w sanatorium w Kołobrzegu.

## Osiągnięcia sportowe
- 1990 – złoty medal Mistrzostw Polski w wieloboju indywidualnym;
- 1988 – 33. miejsce podczas Igrzysk Olimpijskich w Seulu (wielobój indywidualny);
- 1988 – 10. miejsce (9. w rundzie eliminacyjnej) podczas Igrzysk Olimpijskich w Seulu (wielobój drużynowy – razem z Joanną Helbin i Joanną Nowicką).